# ジンチヴィシ
ジンチヴィシ（グルジア語: ჯინჭვისი、グルジア語ラテン翻字: Jinchvisi）は、ジョージアのラチャ＝レチフミおよびクヴェモ・スヴァネティ州オニ地区にある村落。ゴミ・テミに属する。ゴムルラ川流域、リオニ川との合流地点の付近にある。海抜は1,099メートル。オニの北東8キロメートルに位置する。

## 人口
国勢調査による人口は、次の通り。
| 年   | 人口 | 男性 | 女性 | 出典  |
| ---- | ---- | ---- | ---- | ----- |
| 2002 | 129  | 66   | 63   | [ 2 ] |
| 2014 | 83   | 45   | 38   | [ 1 ] |